# Leporinus sexstriatus
Leporinus sexstriatus é uma espécie de peixe da família dos Anostomídeos e da ordem dos caraciformes. Os machos podem alcançar 8 cm de comprimento. Vivem em zonas de clima tropical, na América do Sul, mais especificamente, nas bacias dos rios Papagaio e Tapajós, no Brasil.